# Barry Scheck
Barry Charles Scheck (n. 19 de septiembre de 1949) es un abogado estadounidense. Recibió atención de los medios nacionales al haber formado parte del equipo encargado de la defensa legal del exjugador de fútbol americano O. J. Simpson, el cual fue acusado de asesinar a su esposa y a un amigo de esta.  
El trabajo legal de Scheck radica en su dedicación a la remoción de las condenas injustas como director del Proyecto Inocencia.

## Educación
Scheck, nació en Queens, Nueva York. Se graduó de la escuela Horace Mann en Riverdale, Nueva York, en 1967. A continuación, pasó a recibir una B.S. de la Universidad de Yale en 1971 y un doctorado en leyes y MCP (Maestría en Planificación Urbana) de la Universidad de California en Berkeley en 1974. 

## Casos que defendió
Scheck fue parte del equipo que defendió a O. J. Simpson en su juicio del 1995. Se le relaciona con la compensación de Dennis Fritz y Ron Williamson en 1999, que habían pasado 11 años de prisión por las condenas de homicidio culposo. También fue el principal abogado que defendió a la británica Louise Woodward en 1997 en un juicio por asesinato. 
Se desempeñó como abogado del acusado de la Universidad Duke, el jugador de equipo de lacrosse Reade Seligmann por una demanda civil, presentada el 5 de octubre de 2007 por la ciudad de Durham, Carolina del Norte. También participó junto a la exfiscal de distrito, Mike Nifong, en la remoción de cargos de John Restivo, Dennis Halstead, y John Kogut después de 18 años de prisión por violación y posterior asesinato en 1985 de Theresa Fusco, cuando las pruebas de ADN demostraron que eran inocentes.
También se involucró en el caso Friedman (contra Jesse Friedman, acusado de abuso infantil, pederastía y posesión de material de explotación infantil), formando parte del panel de consejo. 

### Caso O.J. Simpson
La tarea principal de Scheck fue cuestionar la validez de las pruebas de ADN que vinculaban a Simpson con la escena del crimen, argumentando que las muestras habían sido contaminadas.Sometió a rigurosos interrogatorios a los expertos de ADN de la fiscalía y buscó evidencia y testimonios que sugirieran que las pruebas no eran concluyentes.

## El Proyecto Inocencia
Scheck, cofundó el Innocence Project en 1992 junto con Peter Neufeld, su co-asesor del equipo de defensa de Simpson. El proyecto está dedicado a la utilización de las pruebas de ADN como medio para exculpar a los individuos de los delitos para los que fueron injustamente condenados. 
Scheck es profesor en la Benjamin N. Cardozo School of Law, donde se estableció el primer proyecto Innocencia, es director de Educación Clínica para el Programa de Promoción de Primera Instancia y el Centro de Estudios de Derecho y Ética y abogado de exfuncionarios de la Sociedad de Ayuda Legal de Nueva York. De 2004 a 2005 se desempeñó como presidente de la Asociación Nacional de Abogados de Defensa Penal. 
En 1996 recibió el Premio Robert C. Heeney, el "premio más prestigioso que la asociación NACDL otorga anualmente al abogado penalista que mejor ejemplifica los objetivos y valores de la Asociación y la profesión jurídica".